# Șapovalivka, Ohtîrka
Șapovalivka (în ucraineană Шаповалівка) este un sat în comuna Rîbalske din raionul Ohtîrka, regiunea Sumî, Ucraina.

## Demografie
Componența lingvistică a localității Șapovalivka
     Ucraineană (96,59%)
     Rusă (3,41%)
Conform recensământului din 2001, majoritatea populației localității Șapovalivka era vorbitoare de ucraineană (96,59%), existând în minoritate și vorbitori de rusă (3,41%).